# Tribunalvittne
Ett tribunalvittne är en person som vittnat eller kommer att vittna i förhandlingar inför en internationell domstol eller tribunal.
Ett tribunalvittne, liksom en nära anhörig, har i allmänhet rätt att få minst ett års uppehållstillstånd i Sverige om framställning har gjorts från en internationell domstol eller tribunal.
Ett vittne eller anhörig som redan har tidsbegränsat uppehållstillstånd ska ges fortsatt tidsbegränsat uppehållstillstånd på minst ett år eller permanent uppehållstillstånd. 
Uppehållstillstånd får vägras en utlänning endast om det finns synnerliga skäl med hänvisning till rikets säkerhet eller på grund av dennes brottslighet. En utlänning som beviljas tidsbegränsat uppehållstillstånd ska ges arbetstillstånd under den tid som uppehållstillståndet gäller.
Beslut om ett års uppehållstillstånd eller om tidsbegränsat uppehållstillstånd meddelas av Migrationsverket och får inte överklagas.

## Fotnoter
1. ↑  22 kap. Utlänningslagen (2005:716)
2. ↑  22 kap. 2-4 § Utlänningslagen (2005:716)
3. ↑  22 kap. 7 § Utlänningslagen (2005:716)